# Giovanni Angelo Ossoli
Giovanni Angelo Ossoli (Roma, 17 de enero de 1821 – Nueva York, 19 de julio de 1850) fue un patriotaitaliano.

Hijo de Filippo Ossoli y de Maria Anna Cleter, descendiente de la Casa de los Marqueses Ossoli, una familia procedente de Lombardia y establecida en Roma en el 1500, y que más tarde adquirió el feudo de Pietraforte.
Guapo, alto y de escasa cultura pero con los ideales de Giuseppe Mazzini, en 1847 conoció a la periodista y escritora estadounidense Margaret Fuller, con la cual se casó. En Rieti nació el 5 de septiembre de 1848 su hijo Ángelo Eugenio Filippo.
Al comenzar la rebelión que conducirá a la República Romana, Giovanni Ángelo Ossoli es sargento de la Guardia Civica, la cual fue movilizada a principios de 1849. Se alistó en la 2ª Compañía del Primer Batallón y luchó para proteger los muros vaticanos en la defensa de la Urbe de las tropas asediadoras francesas del general Oudinot, ganándose en el campo de batalla el grado de capitán.
Después de la caída de la ciudad, volvió a Rieti con su mujer para recuperar a su hijo que habían dejado allí al cuidado de su nodriza. Posteriormente se refugiaron en Florencia para luego embarcarse en mayo de 1850 desde Livorno hacia Nueva York. Toda la familia murió en el naufragio del barco encallado en los bancos de Fire Island, cerca de Long Island. Sólo el cuerpo del niño fue recuperado.